# Arrondissement Hazebroek
Hazebroek is een voormalig arrondissement in het Noorderdepartement in de Franse regio Hauts-de-France. Het arrondissement werd oorspronkelijk op 17 februari 1800 gevormd met als onderprefectuur Kassel en droeg ook die naam. In 1857 werd de onderprefectuur verplaatst naar Hazebroek en werd er ook naar genoemd. Op 10 september 1926 werd het arrondissement opgeheven, de zeven kantons werden toegevoegd aan het arrondissement Duinkerke.

## Kantons
Het arrondissement was samengesteld uit de volgende kantons:
- kanton Belle-Noordoost
- kanton Belle-Zuidwest
- kanton Kassel
- kanton Hazebroek-Noord
- kanton Hazebroek-Zuid
- kanton Meregem
- kanton Steenvoorde